# پارکر دم (کالیفرنیا)
پارکر دم (به انگلیسی: Parker Dam) یک منطقهٔ مسکونی در ایالات متحده آمریکا است که در شهرستان سن برناردینو، کالیفرنیا واقع شده‌است. پارکر دم ۱۲۱٫۰۱ متر بالاتر از سطح دریا واقع شده‌است.